# Heinrich Claus
Heinrich Claus (* 3. Mai 1835 in Halberstadt; † 5. November 1892 in Wien) war ein deutscher Architekt, der in Österreich tätig war.

## Leben
Heinrich Claus war der Sohn eines Tischlermeisters aus dem sächsischen Halberstadt. Er machte offenbar eine Ausbildung zum Architekten, doch wann und wo ist nicht bekannt. Jedenfalls ist er 1864 bei seiner ersten Nennung in Wien im Adressbuch Lehmann als Architekt geführt. Claus arbeitete zunächst als Chefzeichner im Architekturbüro von Carl Tietz, wo er Josef Gross kennenlernte. Die beiden bildeten von 1874 bis 1883 eine Bürogemeinschaft, wobei sie das Atelier des verstorbenen Tietz weitgehend übernahmen. Von 1884 bis 1888 arbeitete Claus dann in einer Bürogemeinschaft mit Moritz Hinträger.
Claus war seit 1866 verheiratet und hatte mehrere Kinder. Er starb im 58. Lebensjahr an einer Bauchfellentzündung und wurde auf dem Evangelischen Friedhof Matzleinsdorf beigesetzt. Da er seine Schwiegersöhne abgelehnt hatte, entstanden jahrelange Auseinandersetzungen über seinen nicht unbeträchtlichen Nachlass. Für seine unmündigen Kinder wurde sein Partner Moritz Hinträger als Vormund eingesetzt.

## Werk

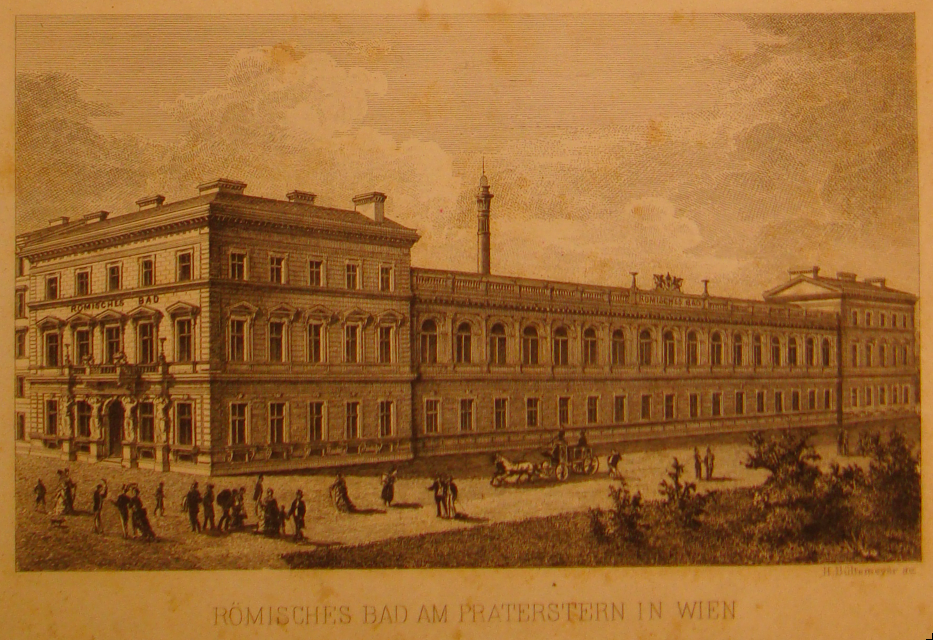
Römisches Bad (1872)

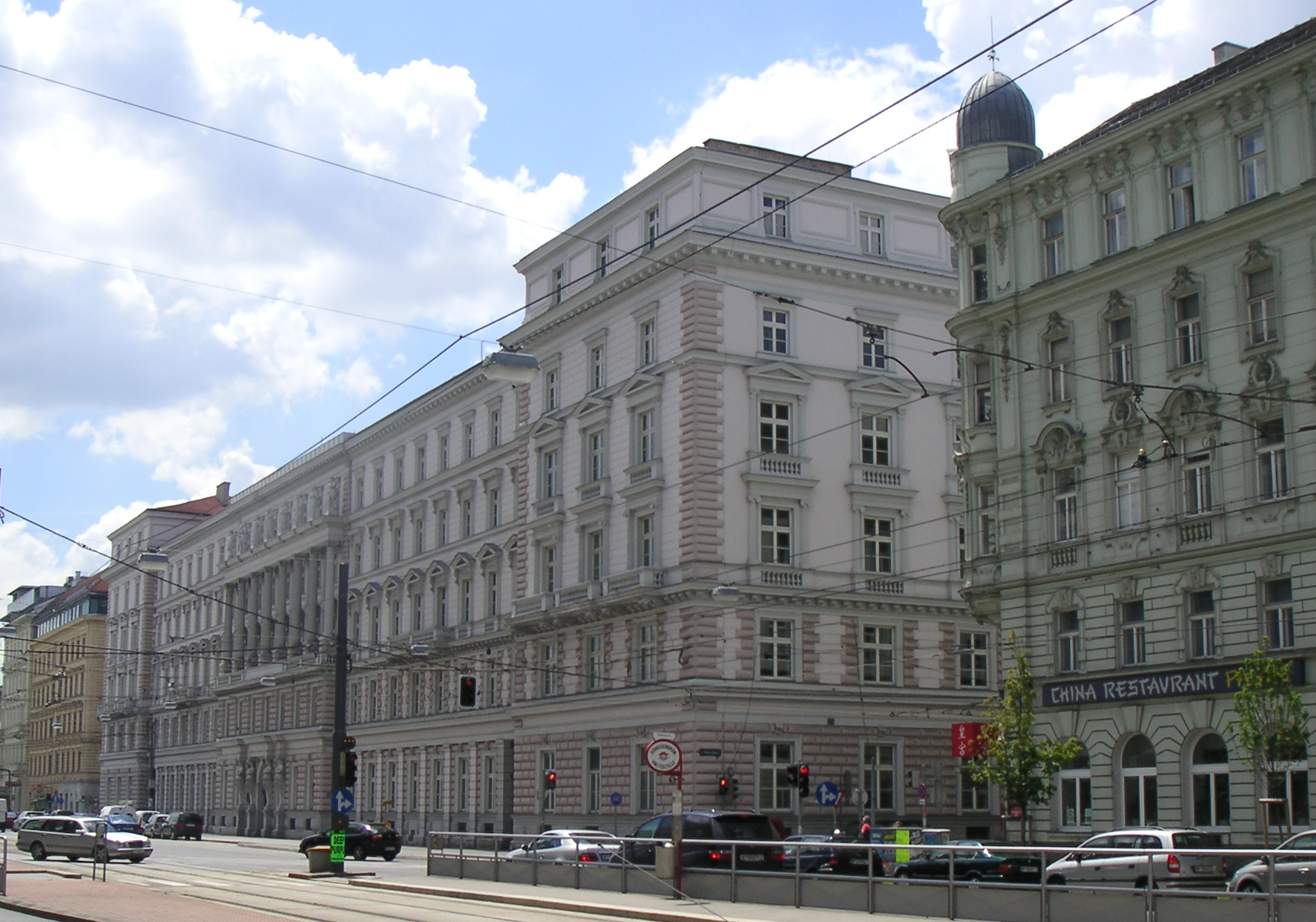
Nordbahnstraße 50 (1872)

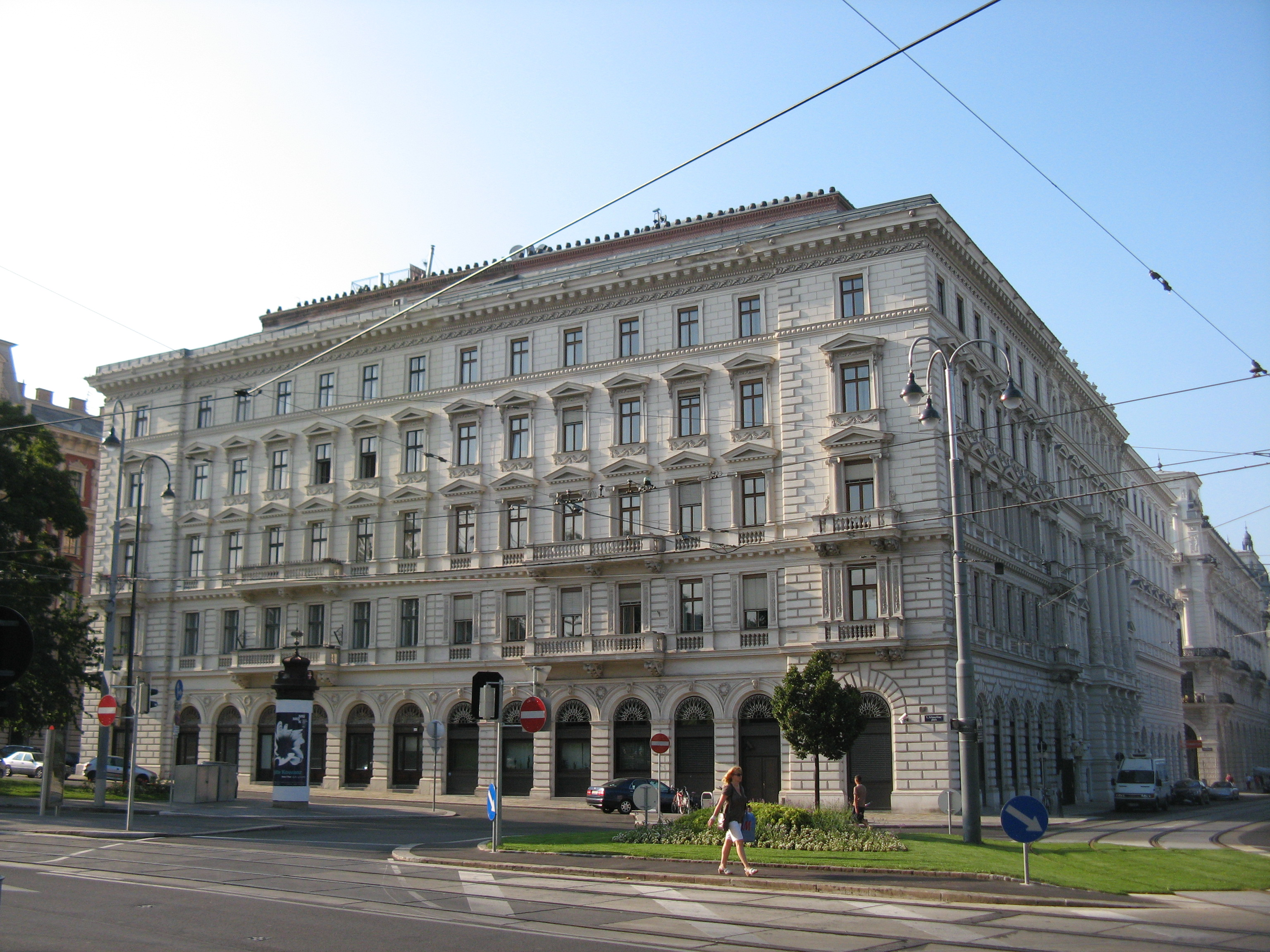
Schmerlingplatz 4–5 (1874–1875)

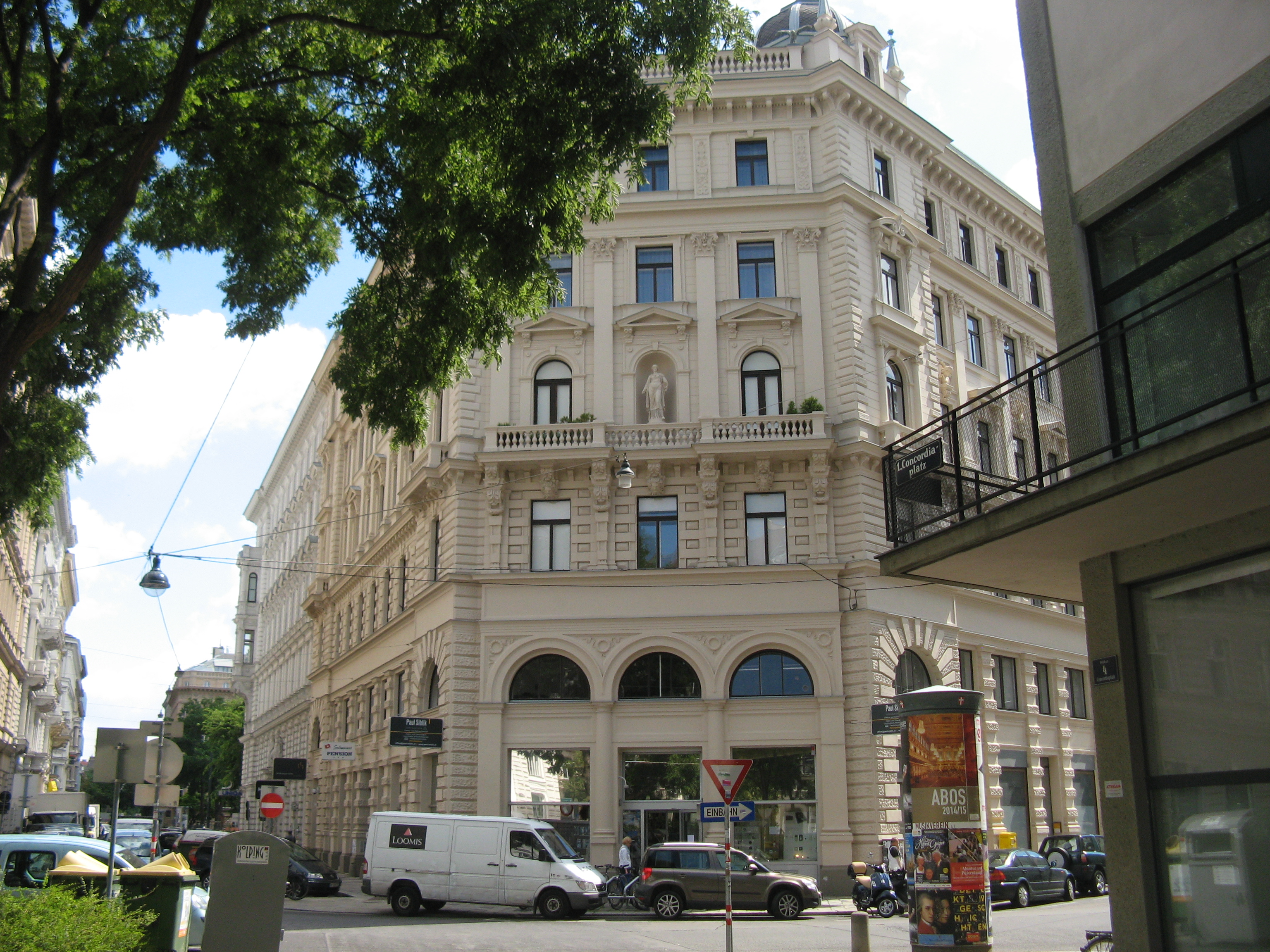
Concordiaplatz 3 (1881)

Heinrich Claus war ein Vertreter des Historismus, der vorwiegend Formen der Neorenaissance verwendete. Zusammen mit seinem Partner Josef Gross errichtete er zahlreiche Wohn- und Geschäftshäuser sowie Hotels, die dem Repräsentationsbedürfnis des Bürgertums entsprachen. Im Bereich der Dekorationselemente waren die beiden äußerst einfallsreich. In dieser Bürogemeinschaft war Claus vor allem für die künstlerische Gestaltung der Bauprojekte zuständig. Bei seiner späteren Partnerschaft mit Moritz Hinträger war Claus vorwiegend außerhalb von Wien tätig. Daneben war Heinrich Claus auch als Kunstgewerbler tätig und stellte Kronleuchter, Gitter und Tafelaufsätze her, die bei der Weltausstellung 1873 gezeigt wurden.
- Innenraumgestaltung Großer Saal, Grand Hotel, Kärntner Ring 9–13, Wien 1 (1871), erbaut von Carl Tietz
- Hotel Britannia, Schillerplatz 4 / Elisabethstraße 11, Wien 1 (1871–1873), gemeinsam mit Josef Gross
- Hotel Donau, Nordbahnstraße 50, Wien 2 (1872), gemeinsam mit Josef Gross (ÖBB Infrastruktur AG, davor Bundesbahndirektion), unter Denkmalschutz
- Römisches Bad, Kleine Stadtgutgasse 9 / Holzhausergasse 4–6, Wien 2 (1872), gemeinsam mit Josef Gross (im Zweiten Weltkrieg zum Teil zerstört, verändert als Bürogebäude wieder aufgebaut, die noch erhaltenen Säulenhallen werden derzeit als Lagerräume genutzt)
- Miethaus Pollak, Kolingasse 16 / Peregringasse 3, Wien 9 (1872), gemeinsam mit Josef Gross, beschränkter Wettbewerb; 1945 zerstört
- Wohnhaus M. Faber, Schwindgasse 5, Wien 4 (1873), gemeinsam mit Josef Gross, unter Denkmalschutz
- Haus C. Sarg, Schwindgasse 7, Wien 4 (1873), gemeinsam mit Josef Gross, unter Denkmalschutz
- Administrations- und Wohngebäude der k.k. priv. I. Siebenbürger Eisenbahn-Gesellschaft, Pest, Rudolfs-Quai / Arpad-Gasse (um 1873), gemeinsam mit Moritz Hinträger
- Miethaus, Schmerlingplatz 5 / Reichsratsstraße 1, Wien (1874), gemeinsam mit Josef Gross
- Miethaus, Schmerlingplatz 4 / Bartensteingasse 2, Wien 1 (1874–1875), gemeinsam mit Josef Gross
- Doppelwohnhaus, Schwindgasse 16–18, Wien 4 (1875), gemeinsam mit Josef Gross
- Wohnhaus Gutmann, Schwarzenbergplatz 11 / Gußhausstraße 1 / Schwindgasse 2, Wien 4 (1875–1877), gemeinsam mit Josef Gross
- Forst- und Wohnhaus der Herrschaft Reichenau für Leo Ritter v. Herbeck, Reichenau an der Rax (1877), gemeinsam mit Josef Gross, heute Appartementhaus
- Villa Bachmayer, Starnberger See (1877), gemeinsam mit Josef Gross
- Wohnhaus Hermann Gutscher, Hermannstraße 7 (heute Reithlegasse), Wien 19 (1878–1879), gemeinsam mit Josef Gross
- Tonwarenfabrik, Znaim, Mähren (1879–1880), gemeinsam mit Josef Gross
- Wohn- und Warenhaus Hückel, Heinrichsgasse 2 / Salzgries 13 / Concordiaplatz 1, Wien 1 (1881), gemeinsam mit Josef Gross (unter Denkmalschutz)
- Wohn- und Warenhaus Haas und Cziczek, Kärntner Straße 5, Wien 1 (1882–1883), gemeinsam mit Josef Gross (beschränkter Wettbewerb), unter Denkmalschutz
- Miethaus, Obere Weißgerberstraße 11, Wien 3 (1882), gemeinsam mit Josef Gross, durch Bombenschäden zerstört
- Wohnhaus Geiringer, Schwindgasse 20 / Alleegasse (= Argentinierstraße 7), Wien 4 (1883), gemeinsam mit Moritz Hinträger
- Grabmal Johann und Adolfine Schimke, Zentralfriedhof, Simmeringer Hauptstraße 232–246, Wien 11 (1884), mit Bildhauer Peter Rummel
- Wohnhaus Eduard Viereck, Weikersdorf bei Mährisch-Ostrau, Mähren (um 1885), gemeinsam mit Moritz Hinträger
- Waisen- und Armenhaus, Zwittau, Mähren (1886), gemeinsam mit Moritz Hinträger (Wettbewerb, 1. Preis)
- Villa Sponer, Zwittau, Mähren (um 1887), gemeinsam mit Moritz Hinträger
- Post- und Wohngebäude des Herrn Masur, Pressbaum (1888), gemeinsam mit Moritz Hinträger
- Villa des Oswald Mechanel, Bozen (1888), gemeinsam mit Moritz Hinträger
- Mädchen-Volks- und Bürgerschule, Neutitschein, Mähren (1888–1889), gemeinsam mit Moritz Hinträger
- Knaben-Volks- und Bürgerschule, nebst städtischem Museum und Volksbibliothek, Iglau, Mähren (1888–1890), gemeinsam mit Moritz Hinträger
- Mädchen-Waisenhaus, Mährisch-Schönberg, Mähren (1890), gemeinsam mit Moritz Hinträger
- Miethaus, Hainburger Straße 15, Wien 3 (1890)